# Marocko i olympiska sommarspelen 1988
Marocko deltog i de olympiska sommarspelen 1988 med en trupp bestående av 27 deltagare, och totalt tog landet tre medaljer.

## Medaljer

### Guld
- Brahim Boutayeb - Friidrott, 10 000 meter

### Brons
- Saïd Aouita - Friidrott, 800 meter
- Abdelhak Achik - Boxning, fjädervikt

## Boxning
Lätt flugvikt
- Mahjoub M'jirih
  - Första omgången – bye
  - Andra omgången – besegrade Yehuda Ben Haim (ISR), walk-over
  - Tredje omgången – besegrade Thomas Chisenga (ZAM), 5:0
  - Kvartsfinal – förlorade mot Leopoldo Serrantes (PHI), RSC-3

Flugvikt
- Aissa Moukrim
  - Första omgången – bye
  - Andra omgången – förlorade mot Benaissa Abed (ALS), 2:3

Bantamvikt
- Mohammed Achik
  - Första omgången – förlorade mot Jimmy Majanya (SWE), 1:4

Fjädervikt
- Abdelhak Achik →  Brons
  - Första omgången – Bye
  - Andra omgången – besegrade Francisco Avelar (ELS), 4:1
  - Tredje omgången – besegrade Omar Catari (VEN), KO-1
  - Kvartsfinal – besegrade Liu Dong (CHN), KO-1
  - Semifinal – förlorade mot Giovanni Parisi (ITA), RSC-1

Lättvikt
- Kamal Marjouane
  - Första omgången – bye
  - Andra omgången – besegrade Tommy Gbay (LBR), 5:0
  - Tredje omgången – besegrade Héctor Arroyo (PUR), 5:0
  - Kvartsfinal – förlorade mot Nergüin Enkhbat (MGL), 0:5

Lätt weltervikt
- Khalid Rahilou
  - Första omgången – besegrade Avaavau Avaavau (SAM), RSC-3
  - Andra omgången – förlorade mot Lyton Mphande (MLW), walk-over

Weltervikt
- Abdellah Taouane
  - Första omgången – besegrade Do Tien Tua (VIE), 5:0
  - Andra omgången – förlorade mot Siegfried Mehnert (GDR), 0:5

## Brottning
Flugvikt, grekisk-romersk stil
- Abderrahman Naanaa

Bantamvikt, grekisk-romersk stil
- Kacem Bouallaouche

Fjädervikt, grekisk-romersk stil
- Brahim Loksairi

Lättvikt, grekisk-romersk stil
- Saïd Souaken

Weltervikt, grekisk-romersk stil
- Abdel Aziz Tahir

## Friidrott
Herrarnas 800 meter
- Saïd Aouita
- Faouzi Lahbi

Herrarnas 1 500 meter
- Moustafa Lachaal
- Abdel Majid Moncef
- Saïd Aouita

Herrarnas 10 000 meter
- Brahim Boutayeb
  - Första omgången – 28:17,61
  - Final – 27:21,46 (→  Guld)

Herrarnas maraton
- Noureddine Sobhi
  - Final – 2:19,56 (→ 30:e plats)

- El Mostafa Nechchadi
  - Final – fullföljde inte (→ ingen notering)

Herrarnas 3 000 meter hinder
- Abdelaziz Sahere
  - Heat – diskvalificerad (→ gick inte vidare)

Damernas 100 meter
- Méryem Oumezdi

Damernas 1 500 meter
- Fatima Aouam

Damernas 3 000 meter
- Fatima Aouam

Damernas 10 000 meter
- Hassania Darami

## Judo
Herrarnas halv lättvikt
- Driss El-Mamoun

Herrarnas lättvikt
- Abdelhak Maach

Herrarnas halv tungvikt
- Ahmed Barbach

Herrarnas tungvikt
- Abderrahim Lahcinia